# 2011~2012년 남서인도양 사이클론
이 문서는 2011년 7월 1일부터 2012년 6월 30일 사이에 남서인도양에서 발생한 사이클론을 기록한 문서이다.

## 활동한 사이클론

### 제1호 열대폭풍 알렝가
12월 5일, 급격히 발달하던 저기압이 동경 90도선을 지나 라 리유니온 프랑스 기상청(이하 라 리유니온) 감시 관할 구역으로 진입했다. 얼마 지나지 않아 미국 합동태풍경보센터(이하 JTWC)에서 제1호 사이클론으로 지정했다. 이 때, 눈의 특징이 위성 사진에 드러났다. 주변 대기 조건이 강한사이클론이 발달하기에 적합하여 열대 저기압의 강도가 상향조정되어 몇 시간 후 라 리유니온에서는 이 열대 저기압이 약한 열대폭풍으로 발달하였다고 발표하여, 모리셔스 기상청이 이 열대 저기압에 "알렝가"라는 이름을 부여했다.(이 이름은 케냐에서 제출한 이름이다.) 계속 급격히 발달하면서, 같은 날 강한 열대폭풍으로 발달하였다. 그리하여 사이클론으로 발달할 것으로 예상하였으나, 12월 6일 낮부터 약화되어 이 날 약한 열대폭풍으로 약화되고, 이어서 12월 7일 오전 동경 90도선을 다시 지나 호주 근해(호주 기상청 관할)로 재진입하여 남동진을 이어가다 리유니온 프랑스 기상청 관할 구역에서 벗어나 남서인도양 사이클론 알렝가의 예보를 종료했다.

### 제2호 열대저기압
12월 6일, 프랑스 기상청에서는 점차 발달하고 있던 열대 요란을 열대저기압으로 지정했다. 12월 7일 수직 윈드 시어가 강한 지역으로 진입하면서 저기압으로 약화되었다. 그러나 12월 8일 이 저기압은 다시 열대저기압으로 재발생하였다. 12월 9일 다시 세력이 약해지면서 저기압으로 약화되어 소멸 판정을 받아 예보를 종료했다. 제2호 열대저기압의 잔재는 며칠 동안 계속 활동했으나, 12월 16일을 기해 와해되었다.

### 제3호 아열대저기압
마다가스카르의 남동 해안에 위치한 저기압이 12월 19일 프랑스 기상청에 의해 아열대저기압으로 지정되었다. 이 아열대저기압은 거의 움직이지 않은 상태로 12월 21일까지 세력을 유지하다가 남쪽으로 느리게 이동하면서 약화되기 시작했다. 12월 23일 저녁 프랑스 기상청은 마지막 사이클론 정보를 발표했다.

### 제4호 사이클론 베닐드
12월 28일, RSMC 라 리유니온은 제4호 열대 요란이 호주 근해로부터 진입했다고 발표했다. 그 열대 요란은 점차 발달해서 JTWC는 제4호 열대저기압이라는 이름으로 주시하기 시작했다. 12월 29일, RSMC 라 리유니온에서 이 열대저기압이 약한 열대폭풍으로 발달했다는 것을 발표하면서, 모리셔스 기상청에 의해 "베닐드"라는 이름으로 명명되었다. (이 이름은 모잠비크에서 제공한 이름이다.) 약한 열대폭풍 베닐드는 서진하면서 빠르게 사이클론으로 발달하였다. 12월 31일, 이 사이클론은 계속 발달하면서 남서쪽으로 방향을 틀기 시작했다. 그러나 발달은 오래 가지 않아 멈췄고, 1월 1일 건조한 공기가 사이클론의 남쪽으로 유입되면서 최대풍속 80kt(150km/h)를 기록하고 약화되기 시작하였다. 1월 3일, 강한 열대폭풍으로 약화되었다. 강한 윈드 시어의 영향으로 계속 약화되었고, 1월 4일 열대저기압으로 약화되었다. 한편 주변에 있던 다른 요란을 흡수하기도 했다. 1월 5일, 더 약화되어 사이클론의 북쪽 구조가 완전히 붕괴되었으며, 이후 온대저기압으로 변질되어 소멸하였다.

### 제5호 약한 열대폭풍 찬다
1월 4일, RSMC 라 리유니온에서는 모잠비크 근처에 있던 열대 수렴대에서 저기압이 발달하였다고 발표하였고, 4일 후인 1월 8일, 이 저기압을 열대 요란으로 지정했다. 6시간 후, 열대저기압으로 발달하여 마다가스카르에 접근하였고, 6시간 더 지난 후에 약한 열대폭풍으로 발달하여 모리셔스에서 제공한 이름인 "찬다"(Chanda)로 명명되었다. 그러나 1월 8일 오후, 마다가스카르에 상륙하면서 약화되기 시작하였다. 1월 10일 남서인도양 해상으로 재진입했으나, 찬다의 북쪽 구조가 붕괴되기 시작하였고, 잠시 후 온대저기압으로 변질되어 소멸하였다.
마다가스카르에서는 최소 1명이 사망하였다고 보도되었다.

### 제6호 아열대저기압 단도
1월 11일, 마다가스카르의 동쪽에 온대 요란이 발생하여 다음날 아열대 저기압으로 바뀌었다. 1월 15일, 열대 폭풍에 해당하는 풍속을 가지게 돼 마다가스카르 기상청에서 "단도(Dando)"라는 이름을 이 아열대저기압에 부여했다. (이 이름은 탄자니아에서 제출한 이름이다.) 1월 16일, 단도가 저기압으로 약화되면서 단도에 대한 마지막 열대저기압 정보가 발표되었다. 1월 17일 아프리카 해상에 상륙하면서 1월 18일 저기압이 소멸하였다.
아열대저기압 단도는 1984년의 열대폭풍 도모이나 이후 처음으로 남부 모잠비크에 상륙한 (아)열대 저기압이다. 강한 비는 심각한 홍수를 일으켰고, 정부에서는 대피 명령을 내렸다. 해안 지역에는 파도가 최고 6 m까지 높아지면서 항구에도 피해를 입혔다. 또한 주변 국가인 짐바브웨와 스와질랜드에도 피해가 속출했다. 총 10명이 사망한 것으로 최종 집계되었다. 이 중 6명은 아열대폭풍으로부터 남은 저기압에 의해 음푸마랑가 주(Mpumalanga province)에서 사망한 것이다.

### 제7호 강한 열대폭풍 에텔
1월 18일, RSMC 라 리유니온에서는 로드리게스섬의 북동쪽에서 발생한 열대 요란을 주시하기 시작했다. 이후 열대 요란은 발달하기 시작하여 다음 날 약한 열대폭풍으로 발달하면서 모리셔스 기상청에 의해 "에텔"(Ethel)로 명명되었다. 1월 19일 저녁, 에텔은 강한 열대폭풍으로 발달하였고, JTWC에서는 1월 20일에 열대폭풍 에텔의 1분 최대풍속이 1등급 사이클론과 맞먹는다고 발표했다. 그러나 낮은 수온과 약간 강한 윈드 시어로 인해 더 이상 발달하지 못했고, 결국 1월 22일 약한 열대폭풍으로 약화되었다. 또한 1월 23일 온대저기압으로 변질되어 소멸하였고, 그에 따라 RSMC 라 리유니온과 JTWC에서는 마지막 열대 저기압 정보를 발표했다.
로드리게스섬을 지나면서, 약 24시간동안 174 mm의 비가 내렸다. 심각한 피해가 보도되었고 통신이 방해되기도 했다. 강한 열대폭풍 에텔에 의해 한 명이 감전사하였고, 추가로 여러 명이 부상을 당했다.

## 같이 보기
- 2011~2012년 남태평양 사이클론
- 2011~2012년 오스트레일리아 근해 사이클론